# Bătălia de la Keresztes
Bătălia de la Keresztes a avut loc între 24 - 26 octombrie 1596 la Mezőkeresztes, azi în Ungaria. În această bătălie trupele otomane conduse de sultanul Mehmed al III-lea au înfruntat armatele austriece ale arhiducelui (Erzherzog) Maximilian von Habsburg (Maximilian al III-lea al Austriei), aliate cu trupe transilvănene sub conducerea principelui transilvănean Sigismund Báthory. Bătălia s-a încheiat cu victoria turcilor.
Imediat după această bătălie, în decembrie 1596, Mihai Viteazul a făcut pace cu Imperiul Otoman și a primit steagul de domnie de la Înalta Poartă, în schimbul plății tributului.

## Context
La 23 iunie 1596, o armată otomană a pornit din Constantinopol. Condusă de sultanul Mehmed al III-lea, armata a mărșăluit prin Edirne, Filibe (azi Plovdiv), Sofia și Niš și a ajuns la Belgrad la 9 august 1596. La 20 august 1596, armata a trecut râul Sava pe pod și a ajuns în teritoriul Siren, controlat de austrieci. Un consiliu de război a fost format la Castelul Slankamen care a decis să înceapă un asediu împotriva fortăreței maghiare din Eger (Erlau). Fortăreața maghiară controla rutele de comunicare dintre Austria habsburgică și Transilvania, locuitorii ei fiind revoltați împotriva suzeranității otomane. 
Cu toate acestea, în curând au sosit știri despre faptul că austriecii au asediat și au reușit să preia castelul Hatvan și au ucis toți otomanii adăpostiți acolo, inclusiv femeile și copiii. Armata otomană a început un asediu asupra cetății Eger la 21 septembrie 1596, iar la 12 octombrie castelul a capitulat. Ca represalii pentru masacrul de la castelul Hatvan, apărătorii acestui castel au fost executați.
Nu după mult timp, conducătorii otomani au primit un raport potrivit căruia o armată combinată de austrieci și transilvăneni se apropie de forța expediționară otomană. Un consiliu de război a fost condus de marele vizir, pașa Damat Ibrahim. S-a hotărât ca armata otomană să iasă din castelul Erlau, pentru a se întâlni cu austriecii pe un câmp de luptă adecvat. Sultanul a considerat că armata otomană ar trebui să nu intre în luptă și să se întoarcă la Constantinopol; cu mare greutate, el a fost convins să atace forțele inamice. Cel mai realist număr al trupelor pare să fi fost de 40.000-50.000 de creștini și de 80.000-100.000 de otomani. Armata creștină era formată din 10.000 de austrieci, 4.000 de germani, 3.000 de „călăreți negri” (Schwarze Reiter), 13.000 de maghiari cavalerie ușoară și 10.000 de transilvăneni, cu un total de 40.000 de oameni.

## Desfășurarea bătăliei
Armata otomană a străbătut câteva pasuri mlăștinoase și a ajuns la Haçova (în limba turcă cu sensul de Câmpia Crucii), epuizată după un asediu lung și un marș dur și lung. Cele două armate s-au confruntat în câmpiile Haçova (în maghiară Mezőkeresztes). Armata austro-transilvăneană, sub comanda comună a arhiducelui Maximilian al III-lea al Austriei și a prințului Sigismund Bathory din Transilvania, se afla pe poziții în tranșee fortificate. Când armata otomană a atacat tranșeele austriece, a început bătălia de la Haçova care a continuat timp de două zile, între 25-26 octombrie 1596. Arme de foc timpurii (tunuri, puști) au fost folosite intens în această luptă. Austriecii, bine plasați în jurul vechii biserici aflate în ruină, au reușit să respingă atacurile otomane cu un baraj de foc produs de muschete și de 100 de tunuri.
În a doua zi a luptei, armata otomană părea că a fost învinsă. Conform istoricului otoman din secolul al XVII-lea, İbrahim Peçevi :

„Creștinii au trecut de armata otomană, dar soldații islamului nu au simțit încă înfrângerea, apoi au început să jefuiască sediul comandantului otomanilor. Sub câteva steaguri, un mare grup de creștini soldații au atacat cortul în care se aflau cuferele cu bani din aur ai Ministerului de Finanțe otoman, au ucis ienicerii și călăreții care păzeau Trezoreria Statului[...] Creștinii au începe să danseze în jurul cuferelor cu bani”.

Comandantul otoman, sultanul Mehmed al III-lea a vrut să fugă de pe câmpul de luptă. Cu toate acestea, mai întâi a cerut opinia înaltului cleric Hoca Sadeddin Efendi. Acesta i-a spus sultanului că trebuie să ducă lupta până la sfârșit. Având în vedere acest sfat, sultanul a ordonat ca lupta să continue.
În a doua zi a bătăliei, luptele s-au intensificat. Trupele armatei austriece au ajuns până la cortul sultanului, care era înconjurat de viziri și de profesorii Școlii de la Palat (Enderun-i Hümayun Mektebi) pentru protecție. În timp ce unii soldați austrieci încercau să intre în cortul sultanului, ceilalți soldați au ieșit din luptă, pentru a prăda și jefui. Îngrijitorii otomani și bucătarii s-au luptat cu jefuitorii cu orice fel de arme pe care le-au avut la îndemână, inclusiv linguri de bucătărie, ciocane și topoare. Austriecii au fost surprinși de această ripostă și s-au retras în dezordine. S-au auzit strigăte care spuneau că „dușmanul creștin fuge”, care au fost auzite de trupele otomane care încă se luptau dar credeau că pierd lupta. Aceste strigăte au ridicat moralul otomanilor, ceea ce le-a permis să câștige bătălia. Sprijinite puternic de artilerie, forțele otomane au declanșat un alt atac asupra austriecilor și au atacat din flanc armata austro-transilvăneană, care a pierdut bătălia

## După bătălie

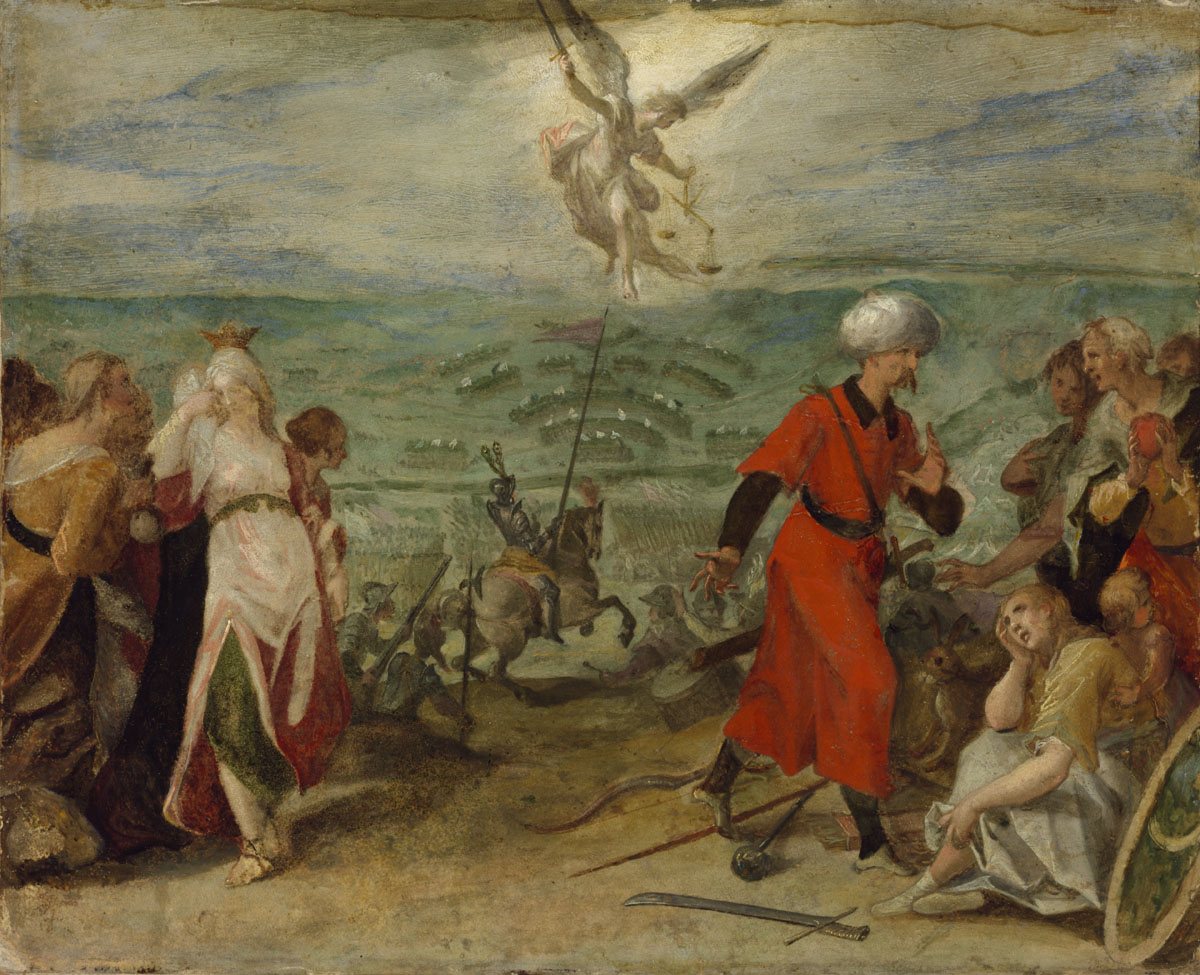
Alegoria Bătăliei de la Mezőkeresztes, 1603–1604, de Hans von Aachen.

La scurt timp după victorie, Mehmed al III-lea l-a numit pe Iusuf Sinan Pașa Cigalazade ca noul Mare Vizir. El a trimis o proclamație imperială de victorie la Constantinopol, cu vestea despre cucerirea Castelului Egri (Erlau) și despre victoria de la Bătălia de la Haçova (Keresztes). Vestea a ajuns la Constantinopol în octombrie și în oraș au fost organizate sărbători și întâlniri publice. În timpul acestor sărbători, patru galere pline de zahăr procurate de stat din Egipt au sosit în portul Constantinopol, pentru a adăuga „dulceață” știrilor despre victoria militară. Mehmed al III-lea a primit supranumele de „Cuceritorul Egri-ului”.
Armata sultanului a mărșăluit timp de o lună, revenind la Constantinopol victorioasă. Cu armata în palat, a fost organizată o mare procesiune a victoriei cu mulți spectatori. Poeții din Constantinopol au creat lucrări speciale despre această victorie. Pe străzile și în piețele orașului, au fost trimiși crainici pentru a anunța că străzile orașului vor fi decorate. Depozitele și magazinele au fost decorate cu „pânze valoroase”. Această atmosferă de culoare în întregul oraș a fost descrisă în poezia poetului Kemal:

„Toate magazinele orașului au fost colorate din dorința cuceritorilor

Fiecare dintre ele a fost decorat ca și cum ar fi fost batista iubitei”

Imediat după această bătălie, în decembrie 1596, Mihai Viteazul a făcut pace cu Imperiul Otoman și a primit steagul de domnie de la Înalta Poartă, în schimbul plății tributului.

### Pierderi
În funcție de surse, creștinii au pierdut 12.000, 23.000 sau 30.000 de oameni, în timp ce otomanii au avut 20.000-30.000 de victime.